# Хайнрих фон Райфершайд-Бедбург
Хайнрих фон Райфершайд-Бедбург (на немски: Heinrich von Reifferscheid-Bedburg; † 1340) от фамилията Райфершайд, е каноник в Кьолн или в „Св. Касиус“ в Бон през 1311 г., господар на Райфершайд и Бедбург.

## Произход
Той е син на Йохан II фон Райфершайд († 1316/1317), майор на Кьолн, и съпругата му графиня Кунигунда фон Вирнебург († 1328), сестра на Хайнрих II († 1332), архиепископ и курфюрст на Кьолн (1304 – 1332), дъщеря на граф Хайнрих I фон Вирнебург († сл. 1298) и Понцета фон Оберщайн († 1311); или дъщеря на граф Рупрехт II фон Вирнебург († 1308) и Кунигунда фон Нойенар († 1329). Брат е на Йохан III фон Райфершайд († 1315/1317).
Майка му Кунигунда фон Вирнебург се омъжва втори път ок. 1314 г. за Йохан III ван Аркел († 1324) и той е полубрат на Ян/Йохан ван Аркел, епископ на Утрехт (1342 – 1364), княжески епископ на Лиеж (1364 – 1378).

## Фамилия
Хайнрих фон Райфершайд се жени сл. 6 март 1330 г за Йохана фон Кесених († пр. 21 февруари 1361, погребана в Кнехтщеден), вдовица на Ян ван Монтенакен, внучка на Арнолд III фон Щайн († сл. 1296), дъщеря на Арнолд IV фон Щайн, господар на Кесених († сл. 1331) и първата му съпруга фон Борн. Те имат една дъщеря:
- Йохана фон Райфершайд († сл. 1387), омъжена 1353 г. за граф Дитрих III фон Лимбург-Щирум († 2 май 1398).[4]

Вдовицата му Йохана фон Кесених се омъжва трети път ок. 17 май/12 октомври 1348 г. за Готхард/Готфрид фон Нойенар († сл. 18 ноември 1362), син на Йохан I фон Нойенар-Зафенберг († сл. 1306) и Агнес фон Керпен.